# فرایند بی‌دررو
فرایند بی‌دررو یا فرایند آدیاباتیک (به انگلیسی: Adiabatic process) فرایندی است که در طول مدت زمان انجام واکنش، گرما بین سیستم و محیط مبادله نمی‌شود. (dQ=۰). در این فرایند هیچ‌یک از پارامترهای P, V, و T ثابت نیستند و همگی تغییر می‌کنند.

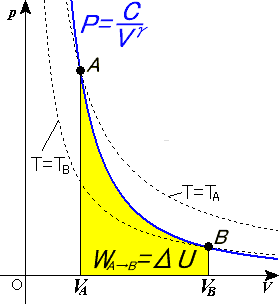

فرض کنید مقداری گاز در پیستونی عایق داریم. بر اساس قانون اول ترمودینامیک چنانچه به وسیلهٔ این پیستون گاز را متراکم کنیم، بر روی گاز کار انجام داده‌ایم و کار انجام شده با تغییر انرژی درونی برابر است (u=W∆).
پس چون انرژی درونی گازها با دما رابطه مستقیم دارد، لذا با افزایش انرژی درونی دمای گاز بالا می‌رود، بدون اینکه مستقیماً به گاز گرما داده شده باشد. این فرایند تراکم آدیاباتیک نام دارد. در انبساط بی دررو عکس این عمل اتفاق می‌افتد.
گرم‌شدن تلمبه هنگام بادکردن لاستیک نمونه‌ای از این فرایند است.